# 虫明亜呂無
虫明 亜呂無（むしあけ あろむ、1923年9月11日 - 1991年6月15日）は、日本の作家・評論家・随筆家・翻訳家。

## 人物・来歴

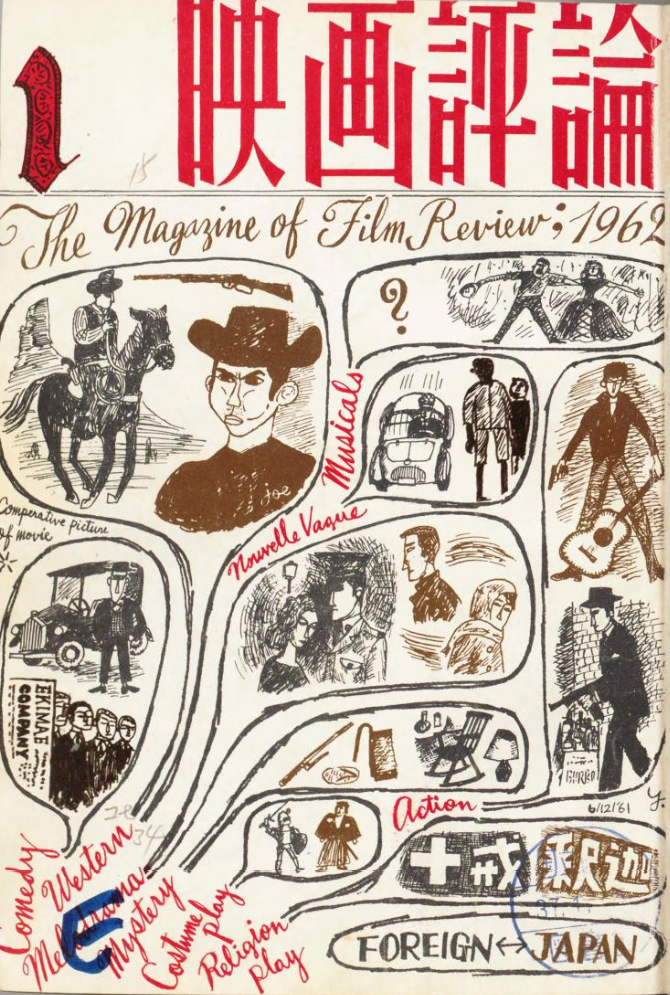
虫明が編集者、執筆者として関わった『映画評論』。1962年1月号の表紙。

東京府東京市本郷区（現・東京都文京区）湯島生まれ。父は萬鉄五郎に師事した画家の虫明柏太。旧制開成中学校（現・開成高等学校）を経て、1947年旧制早稲田大学文学部仏文科卒。戦時中は応召で立川陸軍航空整備学校におり、上官の川上哲治によく殴られていたことを著書に記している。早稲田大学文学部副手を経て、雑誌『映画評論』編集部に所属。ドナルド・リチーの評論の翻訳などを行う。
1959年、加太こうじ、森秀人、鶴見俊輔、佐藤忠男、邑井操らと大衆芸術研究会を創設。
フリーとなった以降は、文芸批評、映画評論、スポーツ評論、競馬エッセイなど、独特の美的文体と幅広い知識により、多彩な活動を行う。1979年には小説『シャガールの馬』で直木賞候補となった。また記録映画『札幌オリンピック』の脚本も担当した。
1983年に脳梗塞で倒れ、長年の闘病生活を経て、1991年、肺炎のため67歳で死去。
「虫明亜呂無」は本名である。「虫明」は岡山県の地名で、これに由来する姓。亜呂無は芳香を意味するフランス語アロムからとられたという。

## 著書
- 『スポーツへの誘惑』珊瑚書房 1965
- 『スポーツ人間学』毎日新聞社 1968
- 『わたしの競馬教室』文藝春秋 1969
- 『愛されるのはなぜか』青春出版社 1975
- 『ラグビーへの招待』平凡社カラー新書 1975
- 『サラブレッド』青樹社 1976
- 『クラナッハの絵』北洋社 1977
- 『シャガールの馬』講談社 1978、旺文社文庫 1985
- 『ロマンチック街道』話の特集 1979
- 『時さえ忘れて』グラフ社 1982
- 『虫明亜呂無の本1 肉体への憎しみ』玉木正之編 筑摩書房 1991／ちくま文庫 1996
- 『虫明亜呂無の本2 野を駈ける光』玉木正之編 筑摩書房 1991／ちくま文庫 1996
- 『虫明亜呂無の本3 時さえ忘れて』玉木正之編 筑摩書房 1991／ちくま文庫 1996
- 『女の足指と電話機 回想の女優たち』清流出版 2009／中公文庫 2016 - 以下は高崎俊夫編
- 『仮面の女と愛の輪廻』清流出版 2009、人物スケッチ集
- 『パスキンの女たち』清流出版 2010、短編小説集
- 『むしろ幻想が明快なのである　虫明亜呂無レトロスペクティブ』ちくま文庫 2023

### 共著・編著
- 『日本の大衆芸術 : 民衆の涙と笑い』現代教養文庫 1962

共著：加太こうじ、浅井昭治、佐藤忠男、森秀人、柳田邦夫、邑井操、鶴見俊輔
- 『対談・競馬論』寺山修司、番町書房 1969／ちくま文庫 1993
- 『三島由紀夫文学論集』[7]講談社 1970／講談社文芸文庫（全3巻） 2006
- 『Nuba』レニ・リーフェンシュタール写真、ピーター・ビアード解説、PARCO出版 1981。日本版解説

### 訳書
- ドナルド・リチー『映画芸術の革命』加島祥造と共訳、昭森社 1958
- ジャンニ・クレリッチ『テニス500年』講談社 1978
- 高見山大五郎『わしの相撲人生』朝日イブニングニュース社 1979
- レオノーレ・フライシャー『ランニング』ヘラルド・エンタープライズ 1980